# Ken Rolston
Ken Rolston é um designer americano de jogos de computador e tabuleiro melhor conhecido pelo seu trabalho na West End Games e pela série de jogos de computador de sucesso The Elder Scrolls.  Em fevereiro de 2007, foi eleito para se unir aos funcionários da empresa de jogos de computador Big Huge Games para criar um novo jogo de RPG.
Ken tem um mestrado da Universidade de Nova York e é membro da Associação de Escritores de Ficção Científica. Ele é um designer de jogos profissional desde 1982.

## RPG de Mesa
Antes de entrar no campo de jogo de computador, durante doze anos, Ken foi um premiado designer de jogos de RPG de Mesa.
Seus créditos incluem jogos e suplementos para Paranoia, RuneQuest, Warhammer Fantasy Roleplay, AD&D, D&D.
Ken também foi vencedor do prêmio de H. G. Wells melhor Role-Playing Game, Paranoia, 1985, e serviu como diretor de role-playing para West End Games, Games Workshop, e na Avalon Hill, empresa especializada em jogos de tabuleiro guerra e de estratégia.

## Indústria de Videogame
Rolston foi o designer-chefe para o jogo de RPG da Bethesda, The Elder Scrolls III: Morrowind, suas expansões e também foi designer de níveis para The Elder Scrolls IV: Oblivion.
Ken Rolston projeta jogos de RPG e aventura do computador. Ele foi o principal designer para dois projetos da Big Huge Games, os dois que foram cancelados em 2009.

## Trabalhos
- «Kingdoms of Amalur: Reckoning». Consultado em 3 de janeiro de 2014
- «Something Rotten in Kislev». Consultado em 3 de janeiro de 2014: para Warhammer Fantasy Roleplay
- «Extreme Paranoia: Nobody Knows the Trouble I'Ve Shot!». Consultado em 3 de janeiro de 2014
- Elder Scrolls IV: Oblivion
- The Elder Scrolls III: Morrowind
- «Paranoia». Consultado em 3 de janeiro de 2014